# Biologisk bekæmpelse 1
Biologisk bekæmpelse 1 er en naturfilm fra 1984 instrueret af Claus Bering efter eget manuskript.

## Handling
En masse små dyr æder og snylter på vores afgrøder. Skadedyrene konkurrerer med os om de planter, vi kan spise. Filmen fortæller om biologisk bekæmpelse af skadedyr i væksthuse, en form, der kræver arbejde, indsigt og opmærksomhed for at kunne konkurrere med den kemiske bekæmpelse. Filmen rummer optagelser fra agurke- og tomatgartnerier.